# (4179) Toutatis
(4179) Toutatis ist ein erdnaher Asteroid (Planetoid), aus der Gruppe der Apollo-Asteroiden; dies sind Himmelskörper, deren Bahnen die Erdbahn kreuzen können. Er zählt jedoch auch zu den Alinda-Asteroiden, wodurch er in 3:1-Bahnresonanz zu Jupiter und in 1:4-Resonanz zur Erde steht, d. h., er umkreist während eines Jupiterumlaufs dreimal und innerhalb von vier Erdenjahren einmal die Sonne. Aufgrund seiner exzentrischen Umlaufbahn bedeutet dies, dass Annäherungen zwischen Toutatis und der Erde regelmäßig etwa alle vier Jahre auftreten.
Toutatis wurde am 4. Januar 1989 von Christian Pollas entdeckt. Er ist nach dem keltischen Gott Teutates benannt.
Toutatis bewegt sich zwischen 0,9212 AE (Perihel) und 4,1238 AE (Aphel) in etwa 1482 Tagen auf einer exzentrischen Bahn um die Sonne. Die Bahnexzentrizität beträgt 0,6348, die Bahn ist um 0,446° gegen die Ekliptik geneigt.
Dabei wird seine Bahn stark vom Gravitationsfeld der Erde beeinflusst.

## Erforschung
Radarbeobachtungen der Observatorien Arecibo und Goldstone haben gezeigt, dass Toutatis ein unregelmäßig geformter Körper von 4,5 × 2,4 × 1,9 km Ausmaßen ist. Er rotiert in zwei unterschiedlichen Perioden von 5,41 und 7,35 Tagen um seine Längsachsen. Die Albedo beträgt 0,13.
Am 29. September 2004 flog Toutatis in nur etwa vierfachem Mondabstand (1.549.719 km) an der Erde vorbei. Der Asteroid war am südlichen Himmel bei sehr guter Sicht mit einem Fernglas zu sehen. Die vorletzte Annäherung (Entfernung 7.524.773 km) fand am 9. November 2008 statt, die letzte (Entfernung etwa 6.940.000 km) am 12. Dezember 2012.
Am 13. Dezember 2012 um 08:30 UTC flog die chinesische Raumsonde Chang’e-2 in 3,2 km Abstand und einer Relativgeschwindigkeit von 10,73 km/s an Toutatis vorbei. Dabei wurde aus einer Entfernung von 93 bis 240 km eine Bilderserie aufgenommen.
Nach mehreren Kreuzungen der Erdbahn in größerer Entfernung von der Erde wird Toutatis im November 2069 in einem Abstand von nur drei Millionen Kilometern die Erde passieren.

## Allgemeines
In einem Auftragswerk der Berliner Philharmoniker mit Sir Simon Rattle vertonte die finnische Komponistin Kaija Saariaho den Asteroiden unter dem Werkstitel Asteroid 4179: Toutatis.